# Hypatios Pociej

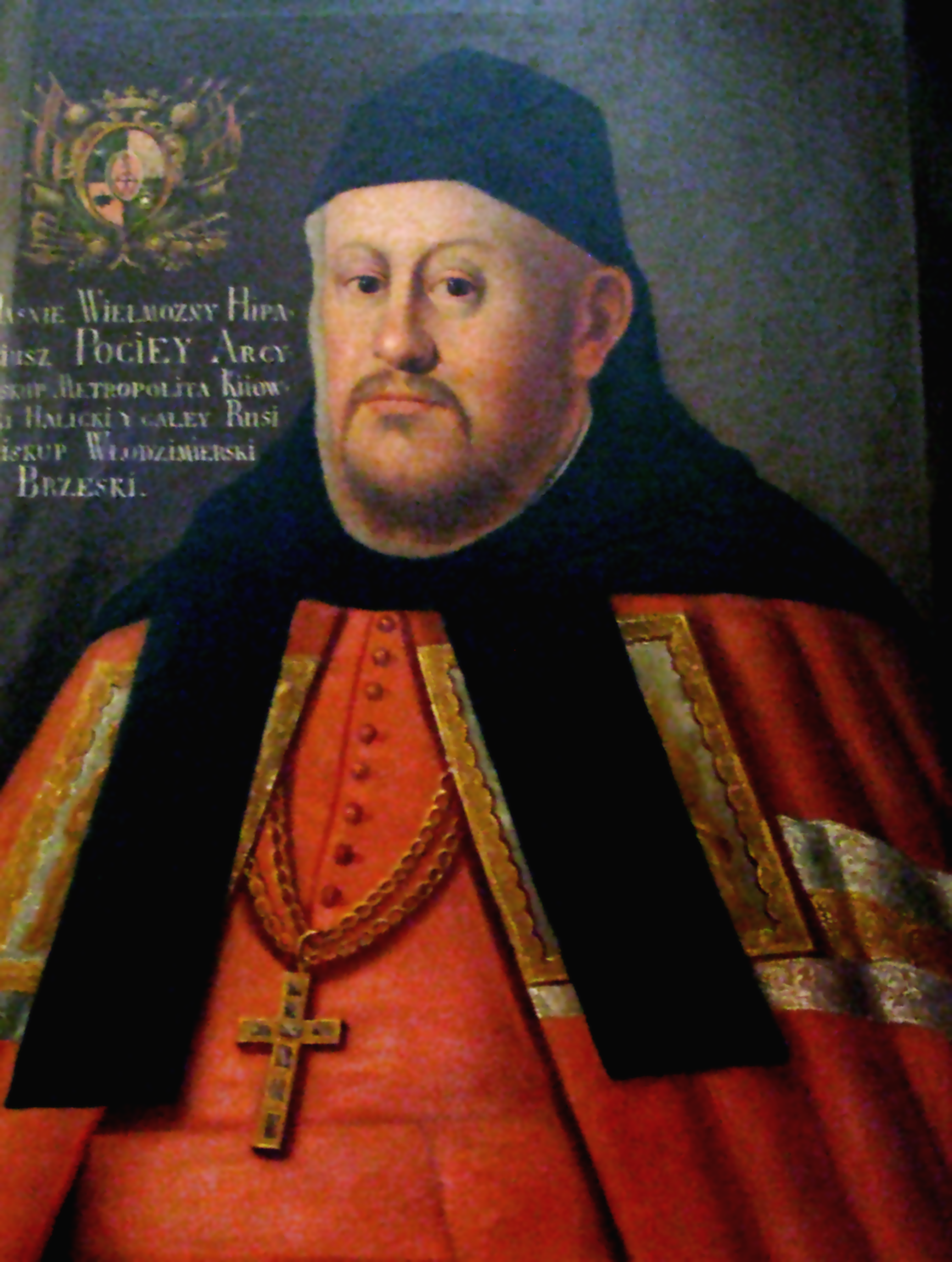
Metropolit Hypatius

Hypatios Pociej (lateinisch Hypatius Pociey, polnisch Hipacy Pociej, eigentlicher Name Adam Tyszkowicz; * 12. April 1541 in Różanka, Großfürstentum Litauen; † 18. Juli 1613 in Włodzimierz Wołyński, Königreich Polen-Litauen) war Kastellan von Brest (1588–1593), orthodoxer und unierter Bischof von Wladimir (1593–1599) und unierter Metropolit von Kiew (1600–1613).

## Leben
Adam Tyszkowicz kam aus einer adligen Familie. Sein Vater Lew Tyszkowicz war königlicher Schreiber, seine Mutter Anna geb. Łosa heiratete nach dessen Tod um 1550 den Gouverneur von Smolensk. Adam wurde von Fürst Mikołaj Radziwiłł gefördert und lernte in einer calvinistischen Schule. Er trat zum Calvinismus über und studierte an der Jagiellonen-Universität in Krakau. 1572 war er Sekretär bei König Sigismund III. Um 1574 kehrte er zum orthodoxen Glauben zurück. Er heiratete Anna von Hołownia-Ostrożec, mit der er sechs Kinder hatte.
Tyszkowicz wurde 1580 Landrichter in Brest und 1588 Kastellan von Brest und Senator.
1592 wurde er nach dem Tod seiner Frau Mönch und nahm den geistlichen Namen Hypatios (Ipati) an. 1593 wurde er auf Anregung des Woiwoden von Kiew Konstanty Ostrogski orthodoxer Bischof von Wladimir und Brest. Hypatios war einer der aktivsten Beförderer einer Union der orthodoxen ruthenischen Kirche in Polen-Litauen mit der römisch-katholischen Kirche. 1595 verhandelte er als ein Vertreter mit König Sigismund III. in Krakau über die Union und erhielt im selben Jahr die Zustimmung von Papst Clemens VIII. auf einer Reise nach Rom mit Bischof Kyrill Terlecki.
Nach der Union von Brest 1596 blieb er Bischof von Wladimir der neuen unierten Kirche. 1599 wurde er zum neuen unierten Metropoliten von Kiew durch König Sigismund ernannt und 1600 von Papst Clemens VIII. bestätigt. Sein Hauptsitz war Wilna. Er ging massiv gegen orthodoxe Klöster, Bruderschaften und Gemeinden vor und übergab viele Kirchen der unierten Kirche.
Hypatios starb 1613 in Włodzimierz und wurde in der Krypta der Mariä-Entschlafens-Kathedrale beigesetzt.

## Schriften
Von Hypatios sind mehrere polemische Schriften und Traktate erhalten, die vor allem für die Union und die unierte Kirche eintraten.

## Namen
Er wurde als Adam Tyszkowicz geboren. Nach dem Mönchsgelübde nahm er den orthodoxen geistlichen Namen Hypatios (Ipati, auch Hypatius, Hipacy u. a.) an.
Seine Nachkommen nannten sich Pociej (von Hipacy > Pociej). Dieser Name wurde im Nachhinein auch ihm zugefügt. In der modernen Geschichtsschreibung wird er ausschließlich mit diesem Namen bezeichnet.